# Yasu Kanō
Yasu Kanō (狩野安, Kanō Yasu), née le 5 mars 1935, est une femme politique japonaise, représentant la préfecture d'Ibaraki à la Chambre des conseillers du Japon pour le Parti libéral-démocrate. Elle est également nommée dans plusieurs gouvernements, notamment dans le gouvernement Koizumi I au poste de vice-ministre de la Santé, du Travail et des Affaires sociales.

## Jeunesse et carrière pré-électorale
Kanō naît le 5 mars 1935 à Mito, dans la préfecture d'Ibaraki. Après des études de droit, elle devient agent de probation dans le district de Mito, sa ville natale. En 1979, elle devient également la présidente de la section féminine de la Chambre de commerce et d'industrie de Mito, puis la directrice de la Fédération de la Division des femmes de la Chambre de commerce et d'industrie d'Ibaraki.
Très impliquée dans la réinsertion dans la société des détenues, elle devient la vice présidente de la fédération de réadaptation d'Ibaraki en 1987.
Adhérente du Parti libéral-démocrate, elle devient en 1992 la directrice de la division féminine de la Fédération de la branche d'Ibaraki du PLD.

## Carrière électorale
À la suite du décès de son mari, Akio Kanō (ja), elle se présente aux élections partielles à la chambre des Conseillers de 1992 pour lui succéder. Elle est ainsi élue à la chambre des conseillers, et est réélue à ce poste en 1995 et en 2001, à la suite des élections à la Chambre des conseillers du Japon de 1995 (en) et de 2001 (en).
Elle dirige à partir de novembre 1996 le Bureau des femmes du Parti libéral-démocrate.
En 2001, elle est nommée au poste de vice-ministre de la Santé, du Travail et des Affaires sociales, au sein du gouvernement Koizumi I. Elle se spécialise dans les mesures contre la baisse de la natalité.
Elle préside en 2007 le comité de la Chambre des conseillers sur l'éducation, l'éducation et la science. Elle prend sa retraite politique en 2007, et déclare ne pas se représenter aux élections suivantes. 

## Prises de position
Kanō est très impliquée dans la réinsertion des délinquants et dans la réhabilitation de ces derniers. Après sa carrière politique, elle continue à lutter pour leurs droits, devenant en 2009 la présidente de la Fédération japonaise des femmes pour la réhabilitation des délinquants.
C'est également une pacifiste convaincue. En tant que présidente de la Fédération préfectorale des familles endeuillées d'Ibaraki, elle accompagne les familles endeuillées des morts de la guerre, et travaille également pour le devoir de mémoire, afin de transmettre un héritage à une génération n'ayant pas connu la guerre.

## Vie privée
Elle est mariée à Akio Kanō (ja), homme politique japonais décédé en 1992. Ensemble, ils ont plusieurs enfants, dont Takeya Kanō (ja), lui aussi homme politique. Elle préside la fédération préfectorale des familles endeuillées d'Ibaraki à la suite du décès de son mari en février 1992.